# S/2007 S 8
S/2007 S 8 ist einer der kleineren äußeren Monde des Planeten Saturn.

## Entdeckung und Benennung
S/2007 S 8 wurde am 21. März 2007 durch die Astronomen Scott Sheppard, David Jewitt, Jan Kleyna, Edward Ashton, Brett Gladman, Jean-Marc Petit und Mike Alexandersen auf Aufnahmen entdeckt, die mit dem 8,2-m-Subaru-Teleskop am Mauna-Kea-Observatorium angefertigt wurden. Aus diesem Zeitraum konnten 61 weitere Saturnmonde nachgewiesen werden; die Entdeckung wurde am 10. Mai 2023 bekannt gegeben, der Mond erhielt die vorläufige Bezeichnung S/2007 S 8.
Der Beobachtungszeitraum von S/2007 S 8 erstreckt sich vom 5. Januar 2005 bis zum 9. Juli 2021; es liegen insgesamt 20 Beobachtungen über einen Zeitraum von 16 Jahren vor.

## Bahneigenschaften
S/2007 S 8 umkreist Saturn in zwei Jahren und 96,9 Tagen auf einer stark elliptischen, prograden Umlaufbahn zwischen 7.898.300 km und 26.085.300 km Abstand zu dessen Zentrum. Die Bahnexzentrizität beträgt 0,535, die Bahn ist 37,8° gegenüber dem Äquator von Saturn geneigt.
Der Mond ist Bestandteil der sogenannten Gallischen Gruppe von Saturnmonden, die den Planeten mit Bahnneigungen zwischen 33,8° und 39,0° und Bahnexzentrizitäten zwischen 0,469 und 0,531 prograd umrunden.

## Physikalische Eigenschaften
S/2007 S 8 besitzt einen Durchmesser von etwa 2 km. Die absolute Helligkeit des Mondes beträgt 16,0 m.